# Catherine Cheatley
Catherine Cheatley (* 6. April 1983 in Wanganui) ist eine ehemalige neuseeländische Radrennfahrerin und dreimalige nationale Meisterin im Straßenrennen.
Catherine Cheatley betrieb den Radsport seit 2007 als Elite-Rennfahrerin. In jenem Jahr wurde sie auf der Bahn neuseeländische Meisterin in der Einerverfolgung sowie Vizemeisterin im Punktefahren. Bei den Bahn-Weltmeisterschaften in Palma belegte sie im Punktefahren Rang drei. In der folgenden Zeit war sie hauptsächlich auf der Straße aktiv. 2008 gewann sie u. a. den Fitchburg Longsjo Classic sowie das CSC Invitational und wurde Dritte der neuseeländischen Meisterschaft im Kriterium. Bei den Olympischen Spielen in Peking belegte sie im Straßenrennen Platz 53 und im Punktefahren Platz 17.
2009 wurde Cheatley Zehnte bei den Straßen-Weltmeisterschaften in Mendrisio, 2010 Elfte, und sie gewann die US national series. 2011 errang sie erneut den neuseeländischen Titel im Straßenrennen und belegte in der Gesamtwertung der Tour of New Zealand Platz zwei. Aus gesundheitlichen Gründen beendete sie ihre sportliche Laufbahn im selben Jahr, nachdem sie zunächst noch eine Teilnahme an den Olympischen Spielen 2012 in London angestrebt hatte.

## Erfolge

### Straße
2004
- Neuseeländische Meisterin – Straßenrennen

2005
- Tour of New Zealand

2006
- Neuseeländische Meisterin – Straßenrennen

2008
- Gesamtwertung und eine Etappe Fitchburg Longsjo Classic

2010
- Gesamtwertung und zwei Etappen Fitchburg Longsjo Classic
- eine Etappe Cascade Cycling Classic

2011
- Neuseeländische Meisterin – Straßenrennen

### Bahn
2005
- Ozeanienspielesiegerin – Scratch

2004
- Neuseeländische Meisterin – Einerverfolgung

## Teams
- 2011 Colavita Forno D’Asolo